# Mandli
Mandli su pogranično naselje u Hrvatskoj u sastavu Grada Čabra. Nalaze se u Primorsko-goranskoj županiji. 

## Zemljopis
Nalaze se na zapadnoj obali rijeke Čabranke. 
Sjeverno-sjeverozapadno je Okrivje, sjeverno su Donji Žagari, sjeveroistočno, istočno i jugoistočno je rijeka Čabranka a preko nje Slovenija. Sjeveroistočno u Sloveniji su Papeži, Belica i Bezgarji, jugozapadno u Hrvatskoj su Kamenski Hrib, Plešce,  Požarnica, Podstene, Fažonci, Zamost i Smrekari. Južno u Sloveniji su Osilnica i Sela.

## Stanovništvo
| broj stanovnika | 100   | 93    | 84    | 82    | 99    | 83    | 92    | 109   | 109   | 99    | 86    | 69    | 48    | 50    | 46    | 39    | 33    |
|                 | 1857. | 1869. | 1880. | 1890. | 1900. | 1910. | 1921. | 1931. | 1948. | 1953. | 1961. | 1971. | 1981. | 1991. | 2001. | 2011. | 2021. |